# Nagrada Ivan Šibl
Nagrada Ivan Šibl je televizijska nagrada koju dodjeljuje Hrvatska radiotelevizija za životno djelo. Nosi ime po Ivanu Šiblu, prvom ravnatelju Radiotelevizije Zagreb.

## Dobitnici
Dobitnici nagrade:
- 1991.: Mladen Kušec, Oliver Mlakar, Mirjana Rakić
- 1992.: Siniša Glavašević, Silvana Menđušić
- 1993.: Denis Latin, Ivanka Lučev, Hrvoje Milivojević
- 1994.: Jadranka Kosor, Ivan Blažičko, Branimir Dopuđa, Krešimir Osman, Darko Tralić
- 1995.: Lazo Goluža, Darko Herceg, Igor Mirković
- 1996.: Lidija Komes, Neda Ritz
- 1997.: Mario Saletto, Ladislav Vindakijević
- 1998.: Obrad Kosovac, Josip Meštrović
- 1999.: Vladimir Fučijaš, Branimir Špoljarić
- 2000.: Vojo Šiljak, Ivo Štivičić
- 2001.: Petar Krelja, Jerko Vukov
- 2002.: Aris Angelis, Antun Jović
- 2003.: Ante Bekić, Želimir Bekić
- 2004.: Margareta Pejar, Helga Vlahović Brnobić
- 2005.: Boris Dedić, Božidar Jovanović
- 2006.: Višnja Biti, Silvije Hum
- 2007.: Tatjana Brmbota Devčić, Miroslav Lilić
- 2008.: Muharem Kulenović, Božo Sušec
- 2009.: Ognjen Naglić, Mladen Stubljar
- 2010.: Stipe Božić, Branka Jelić Mahmutović
- 2011.: Joško Martinović
- 2012.: Vladimir Kumbrija, Branka Kamenski
- 2013.: Velimir Đuretić, Jadran Marinković
- 2014.: Vladimir Rončević
- 2015.: Branko Uvodić
- 2016.: Mićo Dušanović
- 2017.: Branimir Bilić
- 2018.: Ljudevit Grgurić Grga
- 2019.: Marija Nemčić, Dubravka Družinec Ricijaš
- 2020.: Darko Dovranić, Branko Magdić
- 2021.: Jasmina Božinovski Živalj, Sanja Rabuzin Pavić[2]
- 2022.: Danko Volarić, Slobodan Vlašić
- 2023.: Mario Sedmak, Toni Pajkin
- 2024.: Daniela Trbović, Nila Miličić Vukosavić[3]
- 2025.: Zlatko Turkalj[4]